# Nampont-St. Firmin Churchyard
Nampont-St. Firmin Churchyard is een begraafplaats gelegen in de Franse plaats Nampont (Pas-de-Calais). De militaire graven worden onderhouden door de Commonwealth War Graves Commission.
De begraafplaats telt 1 geïdentificeerd Gemenebest graf uit de Eerste Wereldoorlog.